# Severní region (Malta)
Severní region (maltsky Reġjun Tramuntana) je jedním z pěti regionů Malty. Region se rozkládá v severozápadní části ostrova Malta. Region sousedí s Centrálním a Jižním regionem. Nachází se v blízkosti regionu Gozo, který s žádným regionem nesousedí.
Byl vytvořen zákonem č. XVI z roku 2009 z části regionu Malta Majjistral.

## Subdivize

### Lokální výbor
Severní region zahrnuje 12 lokálních výborů:
- Dingli - zahrnuje oblasti Buskett Gardens a útesy Dingli.
- Għargħur - zahrnuje oblast Xwieki.
- Mdina
- Mellieħa - zahrnuje oblasti Ċirkewwa, Marfa, Armier Bay, Għadira, Manikata, Golden Bay, Santa Maria Estate, Paradise Bay, Anchor Bay (Popeye Village), Ta' Pennellu, Mġiebaħ a Selmun Palace a Selmunett.
- Mġarr - zahrnuje oblasti Żebbiegħ, Ġnejna Bay, Binġemma, Ta' Mrejnu, Għajn Tuffieħa, Ballut, Lippija, Santi, Fomm ir-Riħ, Abatija a Mselliet.
- Mosta - zahrnuje oblasti Bidnija, Blata l-Għolja, Santa Margarita, Tarġa Gap, Ta' Żokkrija a Ta' Mlit.
- Mtarfa
- Naxxar - zahrnuje oblasti Baħar iċ-Ċagħaq, Salna, Magħtab, Birguma, Sgħajtar, San Pawl tat-Tarġa a Simblija.
- Pembroke - zahrnuje oblasti St. Andrew's, St. Patrick's a White Rocks.
- Rabat - zahrnuje oblasti Baħrija, Tal-Virtù, Mtaħleb, Kunċizzjoni, Bieb ir-Ruwa a Għar Barka.
- St. Paul's Bay - zahrnuje oblasti Burmarrad, Buġibba, Qawra, Xemxija, Wardija, Pwales, San Martin, Mbordin a San Pawl Milqi a část Bidnije.
- Swieqi - zahrnuje oblasti Madliena, Ibraġ, Victoria Gardens a High Ridge.

## Galerie

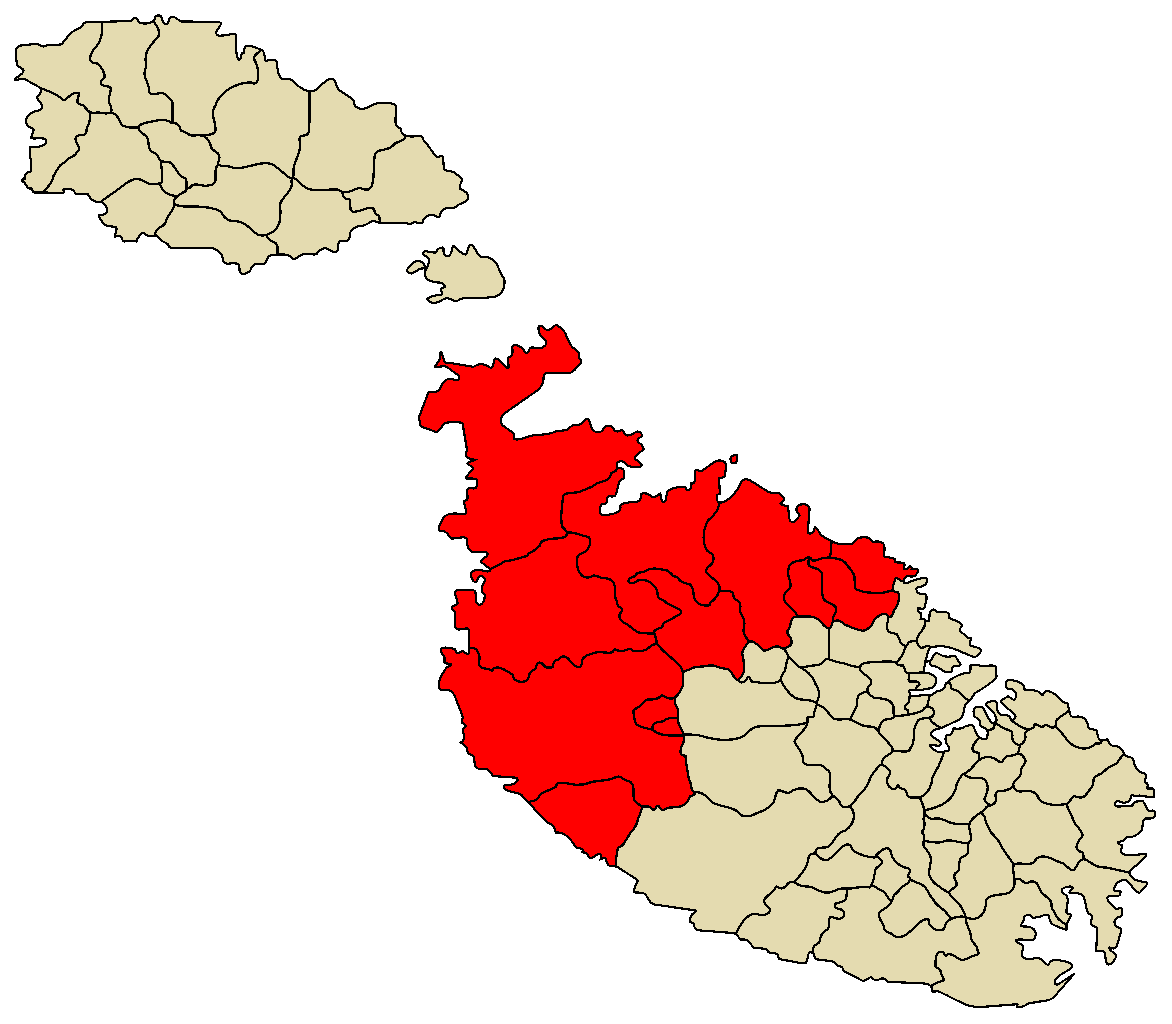